# 霍季尼夫卡 (科羅斯堅區)
50°54′50″N 28°44′57″E / 50.91389°N 28.74917°E
霍季尼夫卡（烏克蘭語：Хотинівка），是烏克蘭的村落，位於該國北部日托米爾州，由科羅斯堅區負責管轄，始建於1649年，面積2.32平方公里，海拔高度175米，2001年人口521，人口密度每平方公里224.57人。